# Kathedraal van Hereford
De kathedraal van Hereford (formele naam in het Engels: Cathedral Church of St Mary the Virgin and St Ethelbert the King) is een anglicaanse kathedraal in de gelijknamige stad in Engeland. De kerk is rijksmonument (listed building).

## Geschiedenis
Nadat een eerdere kathedraal werd vernietigd door een Welsh leger in 1055, werd er begonnen met de bouw van een nieuwe kerk in 1079, in Normandische stijl. De centrale toren stamt uit de jaren 1320-1340. Doorheen de eeuwen vonden er meerdere uitbreidingen plaats, waardoor er duidelijke invloeden zijn uit de 14e en 15e eeuw. In de 17e eeuw had de kerk te lijden onder de Engelse Burgeroorlog. In 1786 stortte de originele westelijke toren in, waardoor deze herbouwd moest worden. In de 19e eeuw werd de kerk tot tweemaal gerestaureerd. In 2009 begon opnieuw een restauratie.

## Hereford Mappa Mundi
In de kathedraal wordt de Mappa Mundi (een middeleeuwse Europese wereldkaart) van Hereford, uit de 13e eeuw, tentoongesteld. Op de kaart wordt Jeruzalem in het centrum van de wereld geplaatst en er staan allerlei fabelachtige wezens op getekend. In de jaren 80 van de 20e eeuw overwoog de kerk vanwege geldproblemen de mappa mundi te verkopen, maar dit bleek door donaties uiteindelijk niet nodig. In 1996 werd een nieuw bibliotheekgebouw geopend voor het tentoonstellen van de mappa mundi.